# Vlag van Midi-Pyrénées

Vlag van Midi-Pyreneeën

De vlag van Midi-Pyrénées bestaat uit een rood veld met een geel (goud) Occitaanse kruis. Het wapen van de regio is eveneens rood met een geel Occitaanse kruis.  Deze vlag is ook de vlag van Occitanië en die van de voormalige provincie Languedoc.
De vlag is zeer oud. Zij was voorheen de vlag van de graven van Toulouse en wordt ook gebruikt als vlag van Occitanië. De landstreek Occitanië, ook Langue d'Oc genoemd, is het zuidelijke deel van Frankrijk. Dit gebied was tot halverwege de dertiende eeuw vrijwel onafhankelijk van de Franse vorst en bestond uit een aantal van elkaar onafhankelijke gebieden. Dit veranderde na de kruistocht tegen de katharen in 1244, toen de Franse koning een stevige greep verkreeg op het gebied.
De regio maakt na de regionale herindeling per januari 2016 deel uit van de regio Occitanie. Hierdoor is de vlag niet meer in gebruik.

## Verwante afbeeldingen

Wapen van Midi-Pyrénées
Vlag van Occitanie

Rijksstad Aken · Anhalt · Baden · Bataafse Republiek · Koninkrijk der Beide Siciliën · Koninkrijk Beieren · Groothertogdom Berg · Hertogdom Bourgondië · Brunswijk · Cornwall · Koninkrijk Dalmatië · Vrije Stad Danzig · Duitse Democratische Republiek · Duitse Rijk · Deutschösterreich · Engelse Gemenebest · Koninkrijk Etrurië · Vrijstaat Fiume · Republiek Gumuljina · Koninkrijk Hannover · Hanze · Heilige Roomse Rijk · Herceg-Bosna · Hessen-Darmstadt · Hessen-Kassel · Hessen-Homburg · Volksstaat Hessen · Idel-Oeral Staat · Joegoslavië · Kerkelijke Staat · Koeban · Koerland · Republiek Krakau · Lucca · Prinsbisdom Luik · Luikse Republiek · Mecklenburg-Schwerin · Mecklenburg-Strelitz · Memelland · Midden-Litouwen · Nazi-Duitsland · Neutraal Moresnet · Occitanië · Oldenburg · Oost-Roemelië · Oostenrijk-Hongarije · Ottomaanse Rijk · Parthenopeïsche Republiek · Pommeren · Pruisen · Republiek Ragusa · Reuss jongere linie · Reuss oudere linie · Volksstaat Reuss · Rijnprovincie · Protectoraat Saarland · Saksen · Saksen-Altenburg · Saksen-Coburg en Gotha · Saksen-Hildburghausen · Saksen-Meiningen · Savoie · Servië en Montenegro · Sovjet-Unie · Transkaukasische Socialistische Federatieve Sovjetrepubliek · Tsjecho-Slowakije · Unie van Kalmar · Republiek Venetië · Waldeck-Pyrmont · Westfalen · Weimarrepubliek · Württemberg ·  Republiek der Zeven Verenigde Nederlanden (1572-1795) · Republiek der Zeven Verenigde Nederlanden (1650-1795)